# Liste de localități din Spania grupate pe provincii
- Listă de localități din Alava, Spania
- Listă de localități din Albacete, Spania
- Listă de localități din Alicante, Spania
- Listă de localități din Insulele Baleare, Spania
- Listă de localități din Madrid
- Lista de localități din provincia Sevilia